# Sh2-106
Sharpless 2-106, Sh2-106, S106  o más popularmente conocida como ángel de nieve cósmico, es una región de formación estelar bipolar cuya forma da la apariencia de un ángel celestial con sus "alas" desplegadas de aproximadamente 2 años luz de extensión. Se encuentra a unos 2 000 años luz de la tierra, en un sector relativamente aislado de la Vía Láctea, en la región H II de la constelación del Cisne.
La forma de las alas del ángel se deben a una estrella masiva, que debido a su gran actividad expulsa hacia fuera dos lóbulos gemelos de gas muy caliente de color azul brillante. Además posee un anillo de polvo y gas a su alrededor con la apariencia de un cinturón que se expande y le brinda la forma de un "reloj de arena".
Descubierta en 1991 y gracias a las nítidas imágenes obtenidas en febrero de 2011 por el Telescopio espacial Hubble, se puede observar que la tenue luz que emana de la estrella central se refleja en las partículas de polvo, iluminando su entorno y permitiendo observar las ondas de choque de los gases a medida que interactúan con el medio interestelar más frío. Estas imágenes fueron tomadas con la Cámara de Gran Angular 3, utilizando un filtro en la banda visible angosta para poder aislar el gas de hidrógeno. Además se ha combinado con filtros del infrarrojo cercano para poder mostrar el contraste de la estructura del gas frío y de polvo de los filamentos sinuosos, de color rojizo oscuro, como si fueran "venas" que rodean los lóbulos azules.

## Estrella central
S106 posee en su centro una estrella masiva, la cual permanece oculta detrás de una nube de polvo y gas, por lo que ha sido identificada como "fuente infrarroja" S106 IRS 4, con una masa equivalente a la de 15 soles.
Esta estrella, de unos 100.000 años de antigüedad, emite una fuente infrarroja del tipo 4 (IRS 4) e impulsa la nebulosa bipolar con una tasa de pérdida de masa de aproximadamente 1 a 2 veces más rápido que otras estrellas de secuencia principal con una luminosidad similar. Sin embargo, basados en el impulso del viento de rayos X de su luminosidad, la IRS S106 4 es comparable, por sus valores observados, con las estrellas masivas más evolucionadas pertenecientes a las estrellas gigantes de secuencia principal, lo que sugiere que el proceso que es responsable de la emisión de rayos X en las estrellas masivas más viejas ya está en marcha en las primeras etapas de la S106 IRS 4.
Estudios posteriores de esta nebulosa han descubierto más de 600 objetos sub-estelares o enanas marrones. Observadas en longitudes de onda infrarroja pura, estas estrellas "fallidas" pesan menos de una décima parte de nuestro sol y debido a su baja masa no pueden producir energía sostenida a través de la fusión nuclear como nuestro Sol lo hace.
La estrella 4 IRS posee un gran disco de gas y polvo que la orbita, de color rojo oscuro por lo que actúa como una nebulosa de emisión, ya que este polvo emite luz después de haber sido ionizado, mientras que el polvo más alejado a la IRS 4 refleja la luz de la estrella central y por lo tanto también actúa como una nebulosa de reflexión.